# Caledon (Afrique du Sud)
Pour les articles homonymes, voir Caledon (homonymie).
Caledon est une ville de la région d'Overberg, dans la province du Cap-Occidental en Afrique du Sud, située à environ 100 kilomètres à l'est du Cap, à côté de sources thermales riches en minéraux. En 2011, elle comptait 13 020 habitants. Caledon est située dans la municipalité de Theewaterskloof, dont elle est le siège.

## Géographie
Le district de Caledon est une région essentiellement agricole. La plupart des activités agricoles concernent la production de céréales, ainsi qu'un peu d'élevage. La ville est connue localement pour ses bains et son casino, ainsi que pour ses collines ondulantes et ses champs de canola jaune au printemps.

## Histoire

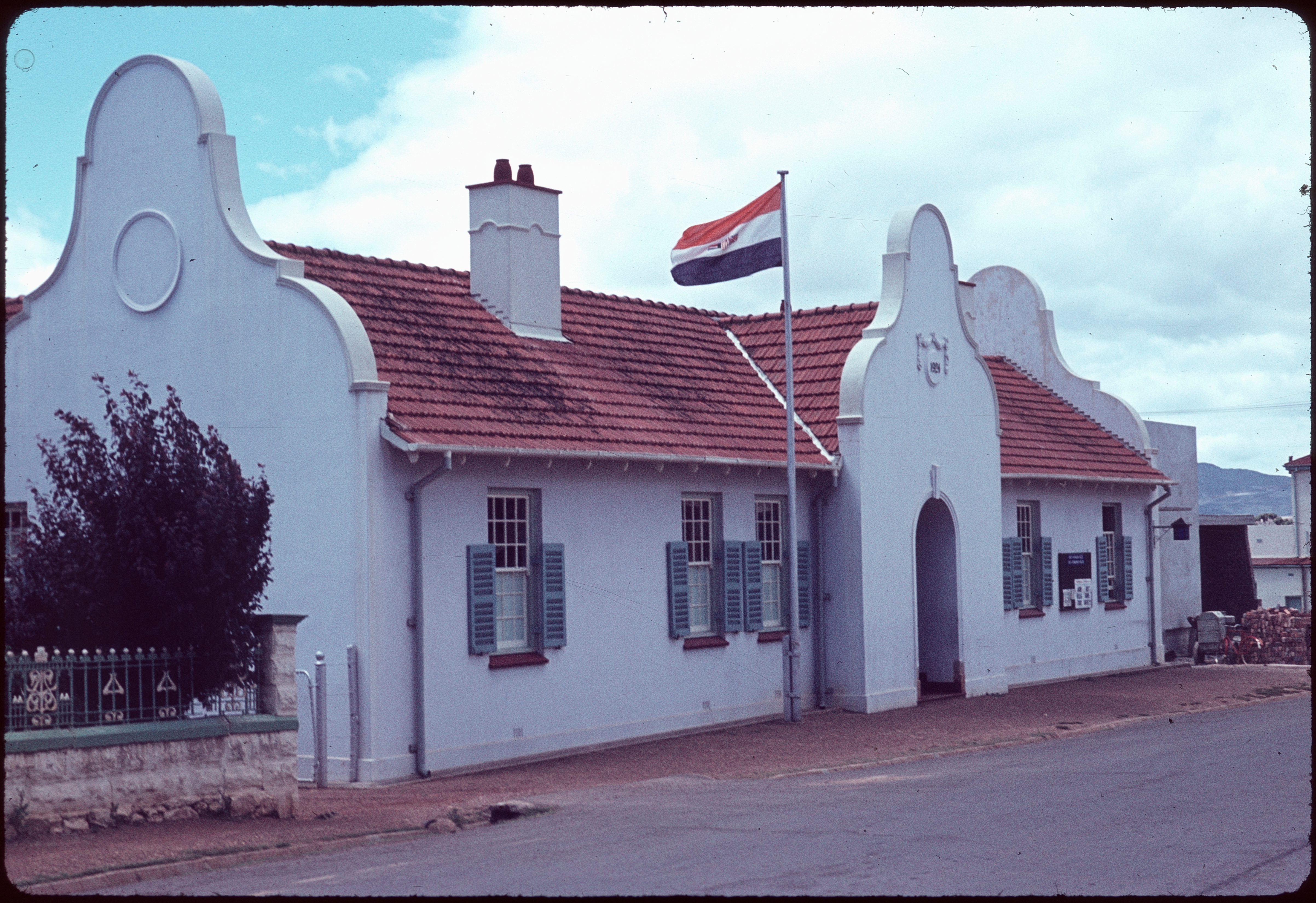
Caledon en 1962

L'endroit était à l'origine connu en néerlandais sous le nom de Bad agter de Berg ("bains derrière la montagne"). Un établissement de bains a été construit en 1797 et un village appelé Swartberg a vu le jour, qui a été plus tard rebaptisé Caledon en l'honneur du pair irlandais Du Pre Alexander, 2e comte de Caledon (1777-1839), le premier gouverneur britannique du Cap (1806-11).

## Démographie
La ville continue d'être habitée par des communautés khoïkoï qui, avant l'arrivée des forces colonisatrices, étaient les plus riches sur ces terres.

## Transports
Le Caledon est situé sur la route nationale 2, à 113 kilomètres du centre du Cap. A Caledon, la N2 est rejointe par la R316 en provenance d'Arniston et de Bredasdorp, et la R320 en provenance d'Hermanus. Elle est également située sur la ligne ferroviaire secondaire d'Overberg, à 141 kilomètres de la gare du Cap.

## Climat
Le climat méditerranéen de la ville se caractérise par des étés chauds et secs et des hivers frais et humides. Les températures sont influencées par sa proximité avec l'océan Atlantique Sud, juste au-delà des montagnes de Kleinrivier.

## Personnalités liées à la ville
L'écrivain Peter Dreyer est né à Caledon, au Caledon Baths Hotel, en 1939.
Le ministre du gouvernement de Rhodésie, P. K. van der Byl, s'est retiré à Caledon et y est mort. 